# Liga das Nações de Biafra

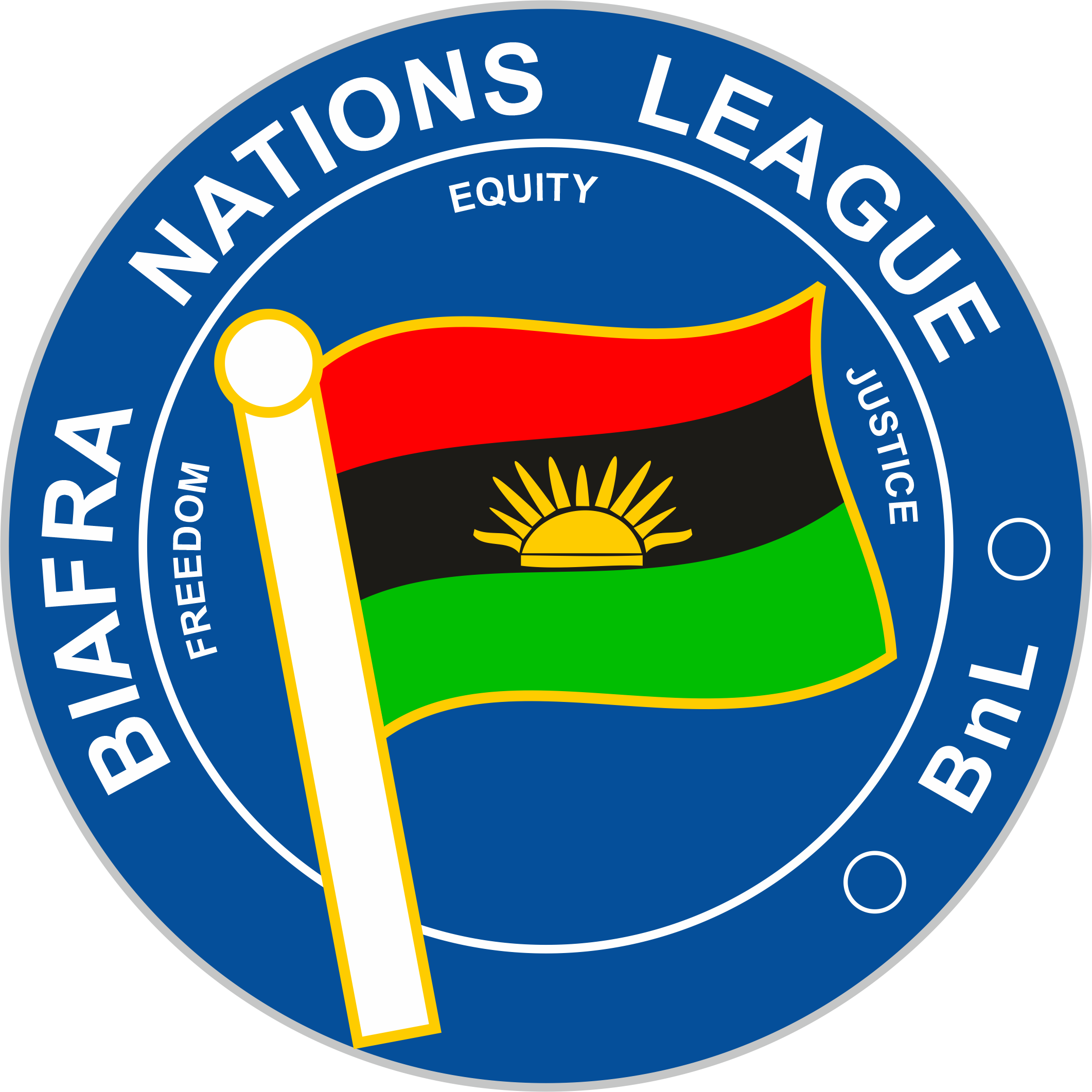

A Liga das Nações de Biafra (em inglês:  Biafra Nations League), inicialmente conhecida como Liga Juvenil das Nações de Biafra, é um grupo secessionista na região leste da Nigéria, com sede operacional na Península de Bakassi. O grupo foi estabelecido em Port Harcourt, Estado de Rios, em 3 de agosto de 2013.

## Confrontos nas fronteiras e no Golfo da Guiné
O grupo luta para restaurar a República de Biafra, que inclui a Península de Bakassi, região cedida aos Camarões pelo governo federal nigeriano após decisão da Corte Internacional de Justiça. A Liga das Nações de Biafra opera principalmente nas cidades fronteiriças de Camarões, têm sido associada a ataques às forças camaronesas em Bakassi por grupos armados que operam na água. Em 8 de novembro de 2021, assumiu o controle de uma travessia de fronteira entre Akpabuyo e Bakassi, bloqueando a estrada que leva à Península e hasteando a bandeira biafrense. Os militantes recuaram antes da chegada de um contingente das Forças Armadas da Nigéria.
A Liga das Nações de Biafra proibiu a entrada de navios estrangeiros na Nigéria e Camarões através da Península a partir de 30 de maio de 2021, depois que seus partidários milicianos supostamente se envolveram em um feroz tiroteio com as forças camaronesas. Em 2020, o grupo hasteou a bandeira biafrense na cidade fronteiriça de Cross River, Ikom. Essas atividades foram realizadas pelos membros do povo Ejagham. A 13 de maio de 2022, supostos militantes da Liga das Nações de Biafra atacaram o cais de Ikang, na área de Bakassi, no estado de Cross River, matando um policial e ferindo muitos outros, apenas uma semana depois que a polícia prendeu 23 membros do grupo em Ikom.
Em 19 de junho de 2022, na cidade de Archibong (subdivisão de Isangele), militantes suspeitos de serem unidades armadas da Liga das Nações de Biafra dispararam repetidamente em uma lancha estrangeira que transportava equipamentos petrolíferos para as fronteiras marítimas nigerianas na Península de Bakassi, um marinheiro teria sido morto por balas perdidas enquanto agentes de segurança ligados ao barco teriam abandonado a embarcação e fugido. O líder do grupo, Princewill C Richards, disse à Cameroon News Agency que não falou com seus membros para confirmar se eles eram responsáveis pelo ataque, acrescentando que seu grupo ainda estava investigando os fatos.